# Toyokoro
Toyokoro (japanska: 豊頃町?, Toyokoro-chō) är en landskommun (köping) i Hokkaido prefektur i Japan. 